# Russellville (Alabama)
Russellville − miasto w południowo-wschodniej części Stanów Zjednoczonych, w Alabamie, stolica hrabstwa Franklin.

## Demografia
- Liczba ludności: 10 722 (2023)[1]
- Gęstość zaludnienia: 309,9 os./km²
- Powierzchnia: 34,6 km²